# ペンタゾール

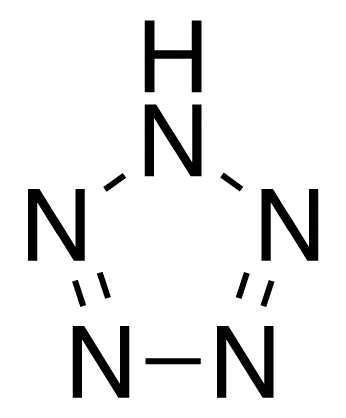
ペンタゾールの構造式

ペンタゾール (pentazole) は骨格が窒素原子5つからなる5員環の芳香族化合物である。ペンタゾール (HN5) は分光学的に生成が確認されているのみで単離はなされていない。
水素が置換された誘導体で、現在単離されているペンタゾール誘導体はアリール基を持つもののみである。アルキル誘導体は知られていない。アリールペンタゾールも不安定であり、徐々に窒素分子を放出してアリールアジドへと分解する。

## 発見
ベンゼンジアゾニウムカチオンに対しアジ化物イオンを作用させると、窒素ガスを放出してアジ化ベンゼンが生成することが知られていた。1954年に K. Clusius らは、この反応機構を同位体で標識した化合物を用いて研究し、途中でペンタゾールが生成してから窒素分子を放出して分解する機構を提案した。1958年に I. Ugi らは上記の反応を用いて反応中間体の[4-(ジメチルアミノ)フェニル]ペンタゾールを単離することに成功した。

## 構造確認
特異な構造である上に不安定な化合物であるため、構造の確認はずっと後になってからなされた。1983年に −145℃ でのX線結晶構造解析により、[4-(ジメチルアミノ)フェニル]ペンタゾールの構造が確認された。また1985年には15N-NMRによる構造確認も行なわれている。

## 合成法
アリールペンタゾールはジアゾニウム塩とアジ化物イオンの低温下での反応で合成できる。この反応はアジ化物イオンの付加-環化の二段階で進む反応と考えられており、環化が起こる前に窒素分子を放出してアリールアジドへと分解してしまう経路が存在する。そのため、純粋なアリールペンタゾールを得るのは容易ではない。
無置換のペンタゾールは(4-メトキシフェニル)ペンタゾールを −40℃ で硝酸アンモニウムセリウムにより酸化して4-メトキシフェニル基を脱保護することで合成されたと報告されたが、現在では疑問視されている。

## 性質
フェニルペンタゾールの半減期は −0.8℃ で15分程度とされている。
安定性が高いとされる[4-(ジメチルアミノ)フェニル]ペンタゾールでも 50℃ で分解するとされている。分解が発熱的でガスの発生を伴うため、ペンタゾール誘導体は高い爆発性を持つ。
また分解後に生成するアジドも爆発性がある。このため、ペンタゾールの合成には細心の注意を払う必要がある。
プロトンが脱離し陰イオン化してペンタゾリル陰イオン (N5−) となることが分かっている。